# اقتصاد ایالت واشینگتن

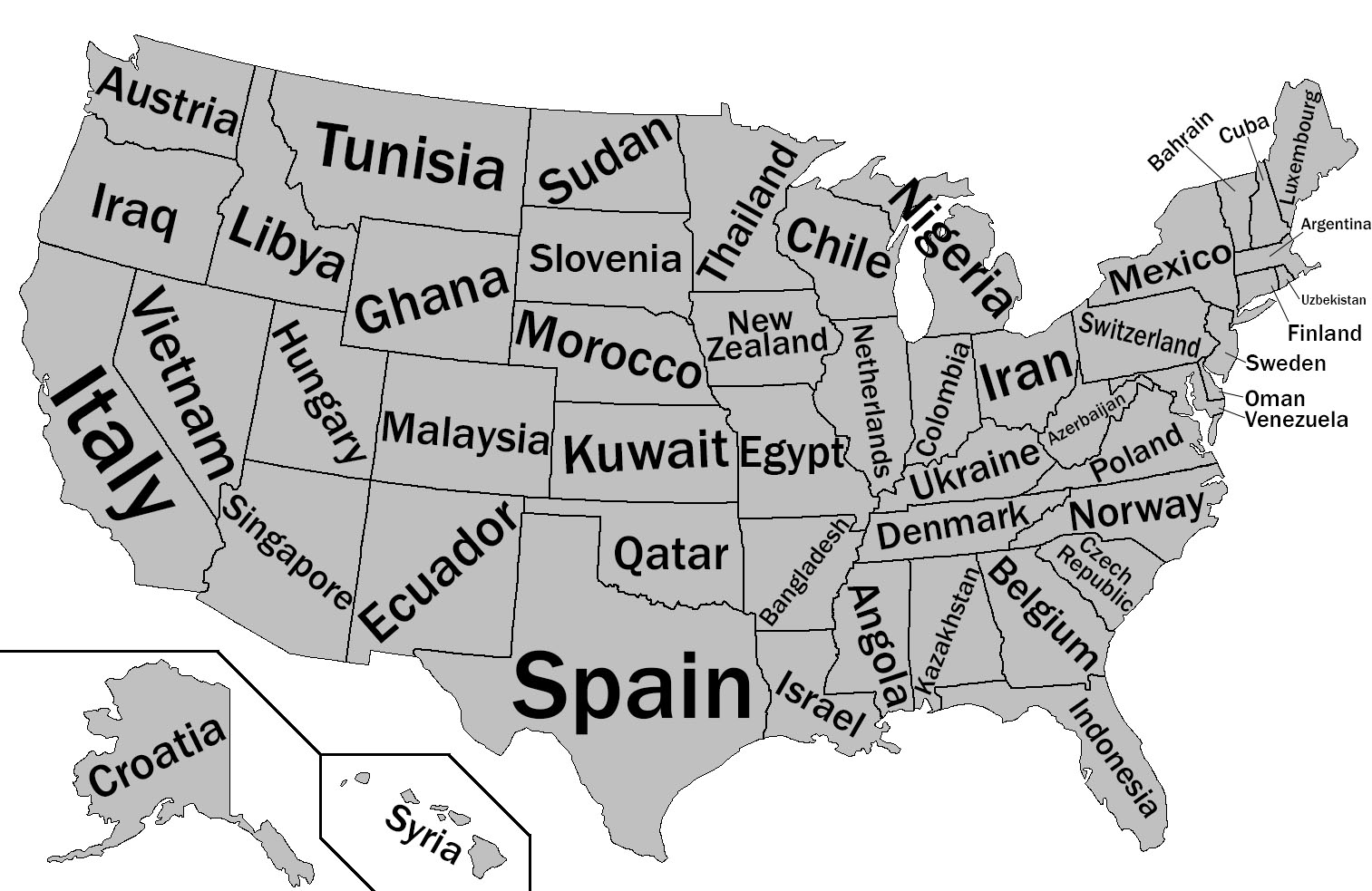
مقایسهٔ تولید ناخالص داخلی ایالت‌های آمریکا با کشورهای دیگر در سال ۲۰۱۲. ایالت واشینگتن در این سال تولید ناخالصی اش قابل مقایسه با کشور اتریش بوده‌است.

در سال ۲۰۰۹ تولید ناخالصی ایالت واشینگتن ۳۳۶٫۳ میلیارد دلار که مساوی با چهاردهمین کشور در جهان بود و در آگوست سال ۲۰۱۳ نرخ بیکاری در این ایالت ۷ درصد بوده‌است.

## مالیات
واشینگتن در حساب مالیات نسبت به دیگر ایالات نظام پیشرفته‌ای ندارد. ایالت واشینگتن یکی از ۷ ایالتی است که برای درآمد اشخاص مالیات وضع نمی‌کند. همچنین این دولت از شرکت‌ها تجاری نیز مالیات جمع‌آوری نمی‌کند، ولی شرکت‌ها مسئول پرداخت دیگر عوارض مختلف دولتی هستند.
در واشینگتن مالیات بر فروش ۶٫۵ درصد می‌باشد؛ و در آوریل ۲۰۱۰ نرخ مالیات بر فروش به ۹٫۵ درصد در سیاتل و سایر شهرستان‌ها رسید. این مالیات برای خدمات به ایالت حاصل می‌شود. بسیاری از غذاها از مالیات معاف هستند ولی با این حال مکمل‌های غذایی و نوشابه‌ها شامل مالیات هستند. نرخ مالیات بر خرید و فروش توسط مصرف‌کنندگان بسته به قوانین محلی بین ۸ و ۹ درصد متغیر می‌باشد.
معمولاً مالیات بر سیگار مشروبات الکلی را خرج مدارس دولتی و آتش‌نشانی‌ها پارک‌ها و غیره می‌کنند.

## درآمد شخصی
سرانه درآمد شخصی در سال ۲۰۰۹ ۴۱۷۵۱ دلار بود که رتبه دوازدهم را داشت.

## اقتصاد
اقتصاد واشینگتن با واحد تولید ناخالصی اندازه‌گیری شده در ۲۰۱۱.
| شاخص                            | درآمد تولید ناخالصی با میلیون دلار | درصد از کل اقتصاد |
| ------------------------------- | ---------------------------------- | ----------------- |
| حکومت                           | ۵۲٬۷۵۷                             | ۱۴٫۸۶٪            |
| خانه مستغلات و اجاره            | ۴۳٬۱۲۳                             | ۱۲٫۱۴٪            |
| اطلاعات                         | ۳۱٬۲۸۳                             | ۸٫۸۱٪             |
| سازه‌ها با طول عمر بالا          | ۳۰٬۳۷۲                             | ۸٫۵۵٪             |
| خرده فروشی                      | ۲۵٬۰۵۷                             | ۷٫۰۶٪             |
| بهداشت و درمان و کمک‌های اجتماعی | ۲۴٬۷۹۸                             | ۶٫۹۸٪             |
| امور مالی و بیمه                | ۱۷٬۳۱۷                             | ۴٫۸۸٪             |
| سازه‌ها با طول عمر پایین         | ۱۳٬۷۶۳                             | ۳٫۸۸٪             |
| ساخت و ساز                      | ۱۲٬۸۸۳                             | ۳٫۶۳٪             |
| مدیریت امور اداری و فاضلاب      | ۱۰٬۴۰۳                             | ۲٫۹۳٪             |
| اسکان و خدمات غذایی             | ۱۰٬۱۰۴                             | ۲٫۸۴٪             |
| حمل و نقل و انبارداری           | ۹٬۷۲۴                              | ۲٫۷۴٪             |
| سایر خدمات، به جز دولت          | ۸٬۰۲۳                              | ۲٫۲۶٪             |
| هنر، سرگرمی و تفریح             | ۲٬۷۰۰                              | ۰٫۷۶٪             |
| خدمات آموزشی                    | ۲٬۰۹۴                              | ۰٫۵۹٪             |
| استخراج معدن                    | ۷۱۰                                | ۰٫۱۹٪             |
| کل                              | ۳۵۵٬۰۸۳                            | ۱۰۰٪              |

## مشاور املاک
با ۴۳ میلیارد دلار، اقتصاد واشینگتن در مشاور املاک و اجاره مسکن شامل ۱۲٫۱۴٪ از تولید ناخالص ایالتی این ایالت را تشکیل می‌دهد.
۴ دسامبر ۲۰۱۶ بلومبرگ ال.پی. قیمت مسکن ونکوور، بریتیش کلمبیا و سیاتل را مقایسه کرد. در پنج سال اخیر ۵۰ درصد به ارزش خانه‌های سیاتل افزوره شده ولی با این حال میانگین فیمت مساکن به سان فرانسیسکو نرسیده‌است.